# Jean Pinsello
Jean Pinsello (ur. 8 czerwca 1953 w Saint-Égrève) – francuski kolarz torowy i szosowy, brązowy torowych mistrzostw świata.

## Kariera
Największy sukces w karierze Jean Pinsello osiągnął w 1975 roku, kiedy zdobył brązowy medal w wyścigu ze startu zatrzymanego amatorów podczas mistrzostw świata w Liège. W zawodach tych wyprzedzili go jedynie Holender Gaby Minneboo oraz Hiszpan Miguel Espinós. Był to jedyny medal wywalczony przez Pinsello na międzynarodowej imprezie tej rangi. Startował także w wyścigach szosowych, zajmując między innymi trzecie miejsce w szosowym kryterium w Issoire w 1975 roku. Nigdy nie wystartował na igrzyskach olimpijskich.